# Resolutie 327 Veiligheidsraad Verenigde Naties
Resolutie 327 van de Veiligheidsraad van de Verenigde Naties was de tweede VN-Veiligheidsraadsresolutie die op 2 februari 1973 werd aangenomen. Het aannemen gebeurde met veertien stemmen voor en de onthouding van de Sovjet-Unie. De resolutie zette een missie op om economische steunmaatregelen voor Zambia te onderzoeken.

## Achtergrond
Nadat de blanke minderheidsregering van Zuid-Rhodesië zich op illegale wijze onafhankelijk verklaarde, stelden de VN sancties in. Zambia besloot de sancties in te stellen, maar doordat dit land grensde aan Zuid-Rhodesië had dat zware economische gevolgen.

## Inhoud
De Veiligheidsraad:
- Had de verklaring van de Permanent Vertegenwoordiger van Zambia gehoord.
- Herinnerde aan zijn eerdere resoluties over Zuid-Rhodesië, in het bijzonder resolutie 232 waarin bepaald was dat de situatie in Zuid-Rhodesië een bedreiging vormde voor de internationale vrede en veiligheid.
- Herinnerde verder aan de resoluties 253 en 277, die Zuid-Rhodesië sancties oplegden, en daarom steun voor Zambia vroegen.
- Hield rekening met de beslissing van Zambiaanse regering om, in overeenstemming met de sancties, alle handelsrelaties met Zuid-Rhodesië te verbreken.
- Erkende het feit dat deze beslissing een aanzienlijke economische terugval zal betekenen.

1. Prees de Zambiaanse regering om haar beslissing.
2. Nam kennis van de daaruit voortvloeiende economische terugval.
3. Besloot de speciale missie, die bestond uit vier leden van de Raad, zoals bepaald in punt 9 van resolutie 326 en een team van zes VN-experts op te dragen de noden van Zambia op communicatievlak in te schatten.
4. Vroeg verder de medewerking van de buurlanden aan de speciale missie.
5. Verzocht de speciale missie om uiterlijk 1 maart aan de Veiligheidsraad verslag uit te brengen.

## Verwante resoluties
- Resolutie 320 Veiligheidsraad Verenigde Naties
- Resolutie 326 Veiligheidsraad Verenigde Naties
- Resolutie 328 Veiligheidsraad Verenigde Naties
- Resolutie 329 Veiligheidsraad Verenigde Naties

Lijst ·  325 ·  326 ·  327 ·  328 ·  329 ·  330 ·  331 ·  332 ·  333 ·  334 ·  335 ·  336 ·  337 ·  338 ·  339 ·  340 ·  341 ·  342 ·  343 ·  344